# هرماس
الهرماس (الاسم العلمي: Hermas) هو جنس من النباتات يتبع الفصيلة الخيمية من رتبة الخيميات.

## قائمة أنواع الهرماس
- هرماس عملاق
- هرماس متوسط
- هرماس مهدب
- هرماس وبري
- هرماس جنوبي
- هرماس رؤيسي
- هرماس أجدب